# 葉潔齊
葉潔齊（1698年—1731年），字一泓，廣東惠州府海丰县吉康都（今陆河螺溪）人，清朝政治人物、同進士出身。
雍正二年（1724年），登進士，授山西太原府岚县知县。後來出任梧州知府，作品有《荊闱夢記》。